# Teoría del derecho

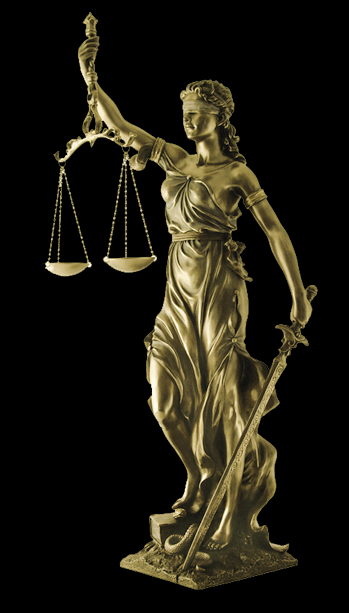
Estatua de la justicia.

La teoría del derecho o teoría general del derecho es la ciencia jurídica que estudia los elementos del derecho u ordenamiento jurídico existente en toda organización social y los fundamentos científicos y filosóficos que lo han permitido evolucionar hasta nuestros días.
La teoría del derecho tiene como objetivo fundamental el análisis y la determinación de los elementos básicos que conforman el derecho, entendido este como ordenamiento jurídico unitario, esto es un conjunto de normas que conforman un solo derecho u ordenamiento jurídico en una sociedad o sociedades determinadas.
Solo a través de la comprensión del ordenamiento jurídico en su totalidad se pueden individualizar las características del fenómeno jurídico, de las que habitualmente nos servimos, para diferenciar al derecho de otros ordenamientos como son el moral y el de los usos sociales.

## Fundamentos de la teoría del derecho
El estudio de los fundamentos del derecho se vale de disciplinas filosófico-jurídicas específicas, a saber:
- Ontología: se enfoca sobre el ser de derecho; aquello que lo separa de cualquier otro objeto de la realidad, determinando su esencia y calidad. Se pregunta si la norma es un objeto puramente abstracto y separado de los hechos sociales y axiológicos, o si los contiene o implica.
- Axiología: se enfoca en los valores inmersos en el mundo normativo, principalmente el de la justicia, el bien común y la seguridad jurídica.
- Deontología: se enfoca en los fines del derecho, en particular, orden, paz y armonía sociales.
- Epistemología: se enfoca en la amplitud y contradicciones en la ciencia del derecho, que es aquella que estudia la norma, dilucidando su carácter ontológico a priori o a posteriori. Su problema fundamental es sentar las bases de la ciencia del derecho, establecer los conceptos jurídicos fundamentales y las clasificaciones axiomáticas. Intenta pues, establecer un conjunto de enunciados relativos a un conjunto de dogmas (derecho).
- Metodología: se enfoca en descubrir los principios para hacer funcionar y evolucionar a la dogmática jurídica, por lo que va de la mano con la epistemología. Define el carácter científico del método peculiar del derecho, el racional, y sus puntos de unión con los de las otras disciplinas sociales.

## Escuelas de pensamiento

### Sociología del derecho
La sociología del derecho, también llamada sociología jurídica, es aquella disciplina que estudia los problemas, las implicaciones, y todo aquello concerniente a las relaciones entre el derecho y la sociedad. A diferencia de la teoría del derecho y de la filosofía política, el principal problema u objeto de estudio de la sociología jurídica es el de la eficacia del derecho.

### Teoría jurídica crítica
La teoría jurídica crítica se refiere a un movimiento en el pensamiento jurídico que aplica métodos propios de la teoría crítica (la escuela de Fráncfort) al derecho. En términos generales, este pensamiento postula nociones tales como: el derecho es simplemente política. El lenguaje jurídico es un falso discurso que ayuda a perpetuar las jerarquías: hombres sobre mujeres, ricos sobre pobres, mayorías sobre minorías.
Pero, como sucede en Brasil, ahora, hay perspectivas de teoría crítica muy diversas entre sí, y que no están conectadas a categorías filosóficas del siglo XX, sino del siglo XXI. Un ejemplo es el trabajo de teoría crítica en la teoría del derecho, que se puede encontrar en la teoría del humanismo realista, una concepción muy latinoamericana, que se vuelve a la democracia, la justicia y los derechos humanos.

### Teoría analítica del derecho
El derecho es un lenguaje que nos sirve para conocer la realidad jurídicamente considerada, misma que es una parte de la realidad universal física. Todo objeto es real si puede medirse en dimensiones matemáticas: volumen, peso, densidad, etc. Por tanto, el derecho, al hablar de la realidad social, se vuelve un metalenguaje, que a su vez es lenguaje objeto de la ciencia del derecho.
Cualquier orden jurídico es, por ende, un esquema de interpretación de la realidad que dice qué es derecho; y es prescriptivo porque señala qué debe hacer el hombre.
Por otra parte, la ciencia jurídica, a diferencia del derecho, es descriptiva y nos dice cómo es y como funciona el sistema normativo coactivo, su único objeto de estudio.
La teoría del derecho no debe ocuparse de nociones fuera de su objeto de estudio, tales como los valores o las causas sociales que motivan la creación de normas jurídicas. Dichas nociones son el ámbito de investigación de la ética y la sociología.
Es pertinente aclarar que basta con conocer las bases del lenguaje del derecho, su paradigma y reglas de creación y aplicación, para describirlo y proveer a su eficacia.